# Nicholas Anthony DiMarzio

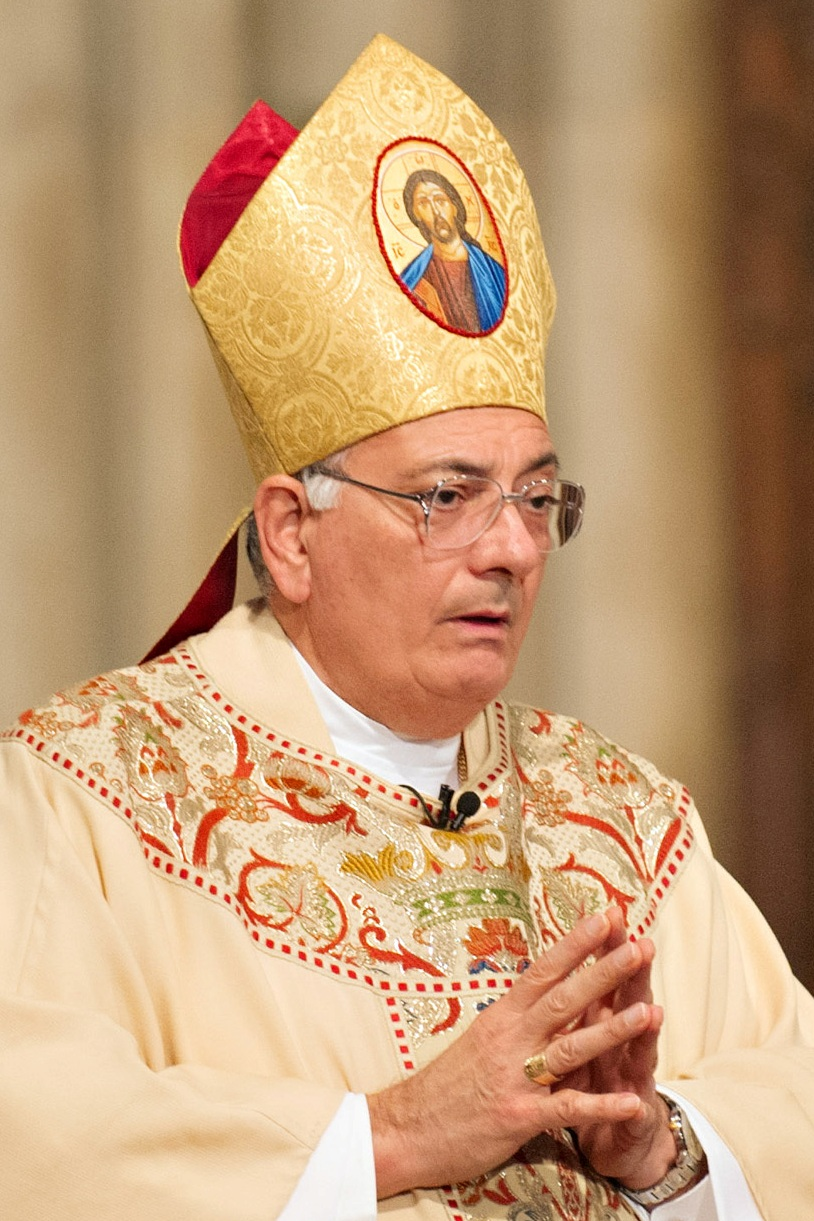
Nicholas DiMarzio (2012)

Wappen von Nicholas DiMarzio

Nicholas Anthony DiMarzio (* 16. Juni 1944 in Newark, New Jersey) ist ein US-amerikanischer römisch-katholischer Geistlicher und emeritierter Bischof von Brooklyn.

## Leben
Nicholas Anthony DiMarzio empfing am 30. Mai 1970 das Sakrament der Priesterweihe für das Erzbistum Newark.
Am 10. September 1996 ernannte ihn Papst Johannes Paul II. zum Titularbischof von Mauriana und zum Weihbischof in Newark. Der Erzbischof von Newark, Theodore McCarrick, spendete ihm am 31. Oktober desselben Jahres die Bischofsweihe; Mitkonsekratoren waren der emeritierter Erzbischof von Newark, Peter Leo Gerety, und der Koadjutorbischof von Trenton, John Mortimer Fourette Smith.
Am 7. Juni 1999 ernannte ihn Johannes Paul II. zum Bischof von Camden. Die Amtseinführung erfolgte am 22. Juli desselben Jahres. Johannes Paul II. ernannte ihn am 1. August 2003 zum Bischof von Brooklyn. Am 3. Oktober desselben Jahres fand die Amtseinführung statt.
Papst Franziskus nahm am 29. September 2021 das von Nicholas Anthony DiMarzio aus Altersgründen vorgebrachte Rücktrittsgesuch an.